# Ediciones Zinco
Ediciones Zinco (anche Editorial Zinco) fu una casa editrice spagnola con sede a Barcellona, dedicata alla pubblicazione di letteratura e materiale di intrattenimento, come libri da colorare per bambini, fumetti, giochi di ruolo e da tavolo.
Si ricorda per aver tradotto e pubblicato in Spagna tra il 1982 e il 1997  i fumetti della DC Comics.
Per quanto riguarda i giochi di ruolo, pubblicò manuali e riviste di giochi di ruolo come Shadowrun, MechWarrior e soprattutto Dungeons & Dragons e Advanced Dungeons & Dragons.
Tra i giochi da tavolo pubblicati ci fu la serie di BattleTech.
Come letteratura, pubblicò i romanzi western di Marcial Lafuente Estefania.
La casa editrice chiuse nel 1998.